# Luís Tarquínio
Luís Tarquínio (Salvador, 1844 - Salvador, 9 de outubro de 1903) foi um empresário, escritor e político brasileiro.
Fundou a Companhia Empório Industrial do Norte e, para abrigar os operários da fábrica, criou a primeira vila operária do Brasil.

## Biografia
De origem muito humilde, filho de uma escrava liberta, Luís Tarquínio trabalhou desde a infância. Inicialmente, foi vendedor de bilhetes de loteria, doces e artesanato. Em 1854, aos 10 anos de idade, passou a trabalhar como ajudante de serviços gerais e, depois, aprendiz de caixeiro e vendedor de balcão, na loja de tecidos do comerciante Lino Porphhyrio da Silva. Essa experiência o levou, em 1859, aos 15 anos de idade, a trabalhar na empresa importadora e atacadista de tecidos, de propriedade dos irmãos suíços Bruderer, em Salvador. Aprendeu inglês e, aos vinte anos, começou a viajar para Europa, para cuidar dos negócios da empresa, da qual tornar-se-ia sócio, aos 29 anos, permanecendo na sociedade até o seu fechamento.
Suas frequentes viagens à Europa propiciaram o contato com ideias e experiências de reforma urbana e social, que circulavam na época, e certamente o influenciaram a concepção e criação da Companhia Empório Industrial do Norte e da sua vila operária, no bairro da Boa Viagem, em Salvador, no ano de 1891. Em 1895, a fábrica já se tornara uma das maiores do Estado da Bahia, em termos de produção, números de empregados e número de teares.
Tarquínio  tratava seus empregados com respeito e, mesmo não havendo leis trabalhistas, naqueles primeiros anos de república, oferecia, gratuitamente, aos seus empregados, licença-maternidade, assistência médica, odontológica e hospitalar, além de outros benefícios que só seriam introduzidos, no Brasil, a partir da era Vargas (1930-1945).
No entorno da fábrica, criou a vila operária, com 258 casas - a primeira vila operária no Brasil - inaugurada em 1892. O projeto da vila fora inspirado nas vilas operárias britânicas. Contava com uma praça arborizada, dois coretos, farmácia, armazém e biblioteca. As casas eram dotadas de luz elétrica, - um luxo, na época-, além de jardim com flores e calçadas constantemente lavadas com água e sabão. Para ocupar uma casa na vila, os operários pagavam um quarto do seu salário, como aluguel. Após cinco anos, os trabalhadores tidos como eficientes passavam a ser proprietários dos imóveis, recebendo a escritura da casa. Os filhos dos operários tinham o direito a educação, desde o jardim da infância. A filha de Luiz Tarquínio também estudava na Vila, junto com os filhos dos operários. Além das matérias usuais, as crianças tinham aulas de artes e havia também cursos noturnos para adultos, creche, assistência médica e odontológica, com acesso gratuito aos operários. Indo de encontro ao pensamento dominante na sociedade escravocrata, Luiz Tarquínio acreditava que o trabalho produtivo dependia de boas condições de vida para os trabalhadores.
Na década de 1980, após a falência da  Companhia e o fechamento da fábrica, as escrituras das casas foram passadas aos antigos moradores, ex-operários e seus descendentes.
Luiz Tarquínio foi também prefeito de Salvador e conselheiro municipal, na década de 1890. Escreveu o livro Preceitos morais e cívicos, em 1901.

## Prêmio
A Associação Brasileira de Recursos Humanos concede o "Prêmio Ser Humano Luiz Tarquínio" para pessoas que desenvolvem projetos de responsabilidade social, como forma de homenagem ao pioneiro brasileiro deste quesito.